# Le Château des quatre obèses
Pour plus de détails, voir Fiche technique et Distribution.
Le Château des quatre obèses est un film français réalisé par Yvan Noé et sorti en 1939.

## Synopsis
Dans un château, un soir d'orage, le docteur Carter et toute une joyeuse compagnie se retrouve accueilli par les quatre frères tenants des lieux. Les quatre obèses disparaissent un à un, sans laisser la moindre trace. L'inspecteur arrive et mène l'enquête.

## Fiche technique
- Titre : Le Château des quatre obèses
- Réalisation : Yvan Noé
- Assistant réalisateur : Jean Faurez
- Photographie : Nicolas Hayer
- Montage : Maurice Serein
- Société de production : Detecta Films
- Pays de production :  France
- Format : Son mono - Noir et blanc - 35 mm  - 1,37:1
- Genre : Policier
- Durée : 80 minutes
- Date de sortie : 
  - France - 24 mai 1939

## Distribution
- André Brulé : le docteur Carter
- Marguerite Moreno : Mme Heurteaux
- Alcover : Eugène, l'obèse #1
- Sylvia Bataille : l'assistante de Carter
- Pierrette Caillol : Ginette, la nièce des 4 obèses
- Lucas-Gridoux : l'inspecteur Lenoir
- Marcel Carpentier : Léon, l'obèse #2
- Léon Larive : l'obèse #3
- Fred Poulin : Fred, l'obèse #4
- Raymond Galle : le jeune marié
- Huguette Parcy : la jeune mariée
- Georges Morton : Julien (sous le nom de « Morton »)
- Annie Carriel
- Edy Debray
- Aline Debray
- Gany
- Anthony Gildès (sous le nom de « Gildes »)
- Lerieux
- Pierre Moreno
- Maurice Mosnier